# Pachydema tinerfensis
Pachydema tinerfensis är en skalbaggsart som beskrevs av Eduardo Galante och Zdzisława Stebnicka 1992. Pachydema tinerfensis ingår i släktet Pachydema och familjen Melolonthidae. Inga underarter finns listade i Catalogue of Life.